# Alois Rašín

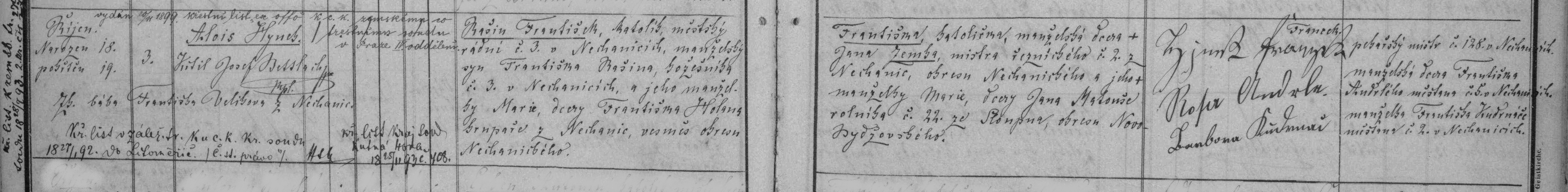
Matrika narozených města Nechanice – záznam o narození Aloise Rašína

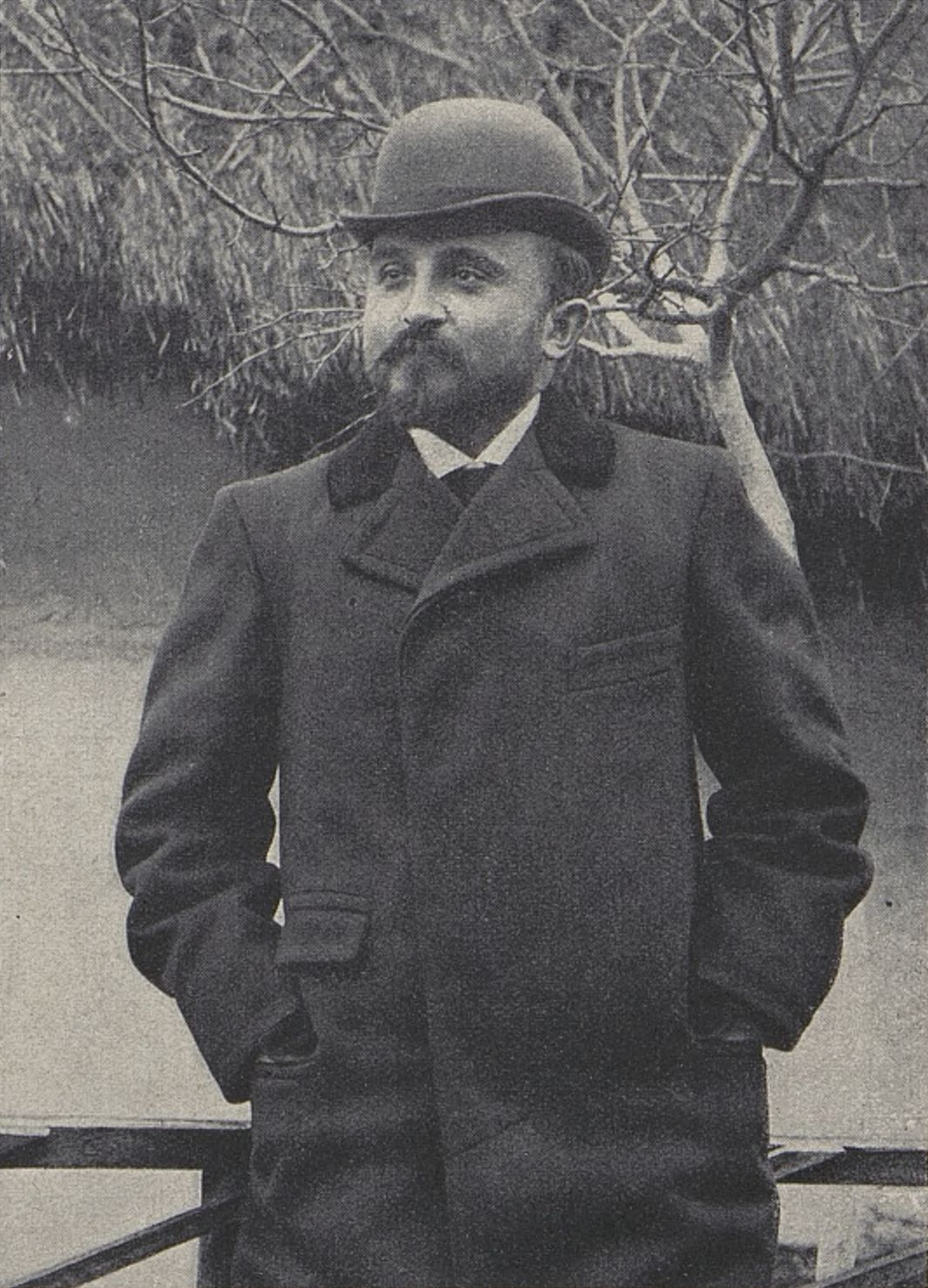
Alois Rašín po propuštění z věznice v Borech, 1895

Alois Rašín (18. října 1867 Nechanice – 18. února 1923 Praha) byl český a československý politik a ekonom. Byl jedním z odsouzených v procesu s Omladinou, za první světové války účastníkem prvního odboje a jedním z mužů 28. října. Stal se prvním československým ministrem financí a funkcionářem Československé národní demokracie. Při atentátu spáchaném 5. ledna 1923 v Praze byl vážně postřelen a po necelých pěti týdnech pak zemřel.

## Život

### Před založením Československa
Narodil se 18. října 1867 v Nechanicích, městě nedaleko Hradce Králové, jako deváté dítě Františka a Františky Rašínových. Otec František Rašín pracoval jako pekař a rolník. Byl také poslancem Říšské rady. Jako nejnadanější ze svých sourozenců studoval Alois na gymnáziích v Novém Bydžově, Broumově a Hradci Králové. Maturitu složil v roce 1886 a po ní začal studovat v Praze na Lékařské fakultě Univerzity Karlovy, odkud však ze zdravotních důvodů přestoupil na Právnickou fakultu UK. Zde byl také mj. členem tradičního Spolku československých právníků Všehrd. Již během svých studií, která úspěšně ukončil v roce 1891, patřil do skupiny tzv. pokrokářského hnutí, které se řadilo k mladočeské levici. V tomto roce také napsal brožurku České státní právo, kterou rakouské úřady zabavovaly a za niž byl Alois Rašín vyšetřován. Už v době svých vysokoškolských studií se začal politicky angažovat. Tato angažovanost mu posléze vynesla ztrátu titulu a dva roky těžkého žaláře, ke kterým byl 14. února 1894 odsouzen v procesu s takzvanou Omladinou. Vězněn byl ve věznici Plzeň-Bory, v listopadu 1895 byl Rašín amnestován a dostal zpět i titul doktora práv. V roce 1899 se Alois Rašín na Smíchově u Prahy oženil s tamní rodačkou Karolínou Jánskou.
S mladočechy se posléze rozešel a podílel se na založení Radikálně státoprávní strany (oficiálně Česká strana státoprávní) a přeměně Radikálních listů v deník. Roku 1900 se však z aktivní politiky stáhl, založil advokátní kancelář (zastupoval kupříkladu Živnobanku) a politické dění komentoval příležitostně na stránkách deníku Slovo. V roce 1907 vstoupil díky změnám vedení do strany mladočeské, kde se věnoval psaní do Národních listů.
Ve volbách do Říšské rady roku 1911 se stal poslancem Říšské rady (celostátní parlament), kam byl zvolen za okrsek Čechy 31 (Klatovy). Usedl do poslanecké frakce Český klub. Na Říšské radě působil ve finančním a rozpočtovém výboru. Mandát ztratil 30. května 1917 na základě pravomocného rozsudku z 20. listopadu 1916.
Po vypuknutí 1. světové války se aktivně zapojil do odboje jako člen organizace Maffie. 12. července 1915 byl zatčen a v procesu, který trval od 6. prosince 1915 do 3. července 1916, spolu s Karlem Kramářem, Vincencem Červinkou a Josefem Zamazalem odsouzen k trestu smrti pro velezradu a vyzvědačství. Podle svědků vynesení rozsudku trest přijal nejstatečněji, dokonce se po vynesení rozsudku smál. Před popravou jej zachránil nástup císaře Karla I. na rakousko-uherský trůn. Trest si odpykával ve velmi tvrdých podmínkách ve věznici v rakouském Möllersdorfu, kde sdílel celu společně s Karlem Kramářem. Trest byl mu nejprve zmírněn na 10 let a v červenci 1917 byl Alois Rašín spolu s dalšími odsouzenými amnestován v rámci snah o dialog s opozičními silami, ačkoliv císaře o milost nepožádal. Již během procesu se stal v očích české veřejnosti národním hrdinou. Po návratu z vězení se Rašín okamžitě aktivně zapojil do politického života. Dne 22. září 1917 byl opět promován doktorem práv, protože rozsudkem z července 1916 již podruhé titul (JUDr.) ztratil. Podílel se na vzniku České státoprávní demokracie a stal se členem předsednictva Národního výboru.

### Po vzniku Československa

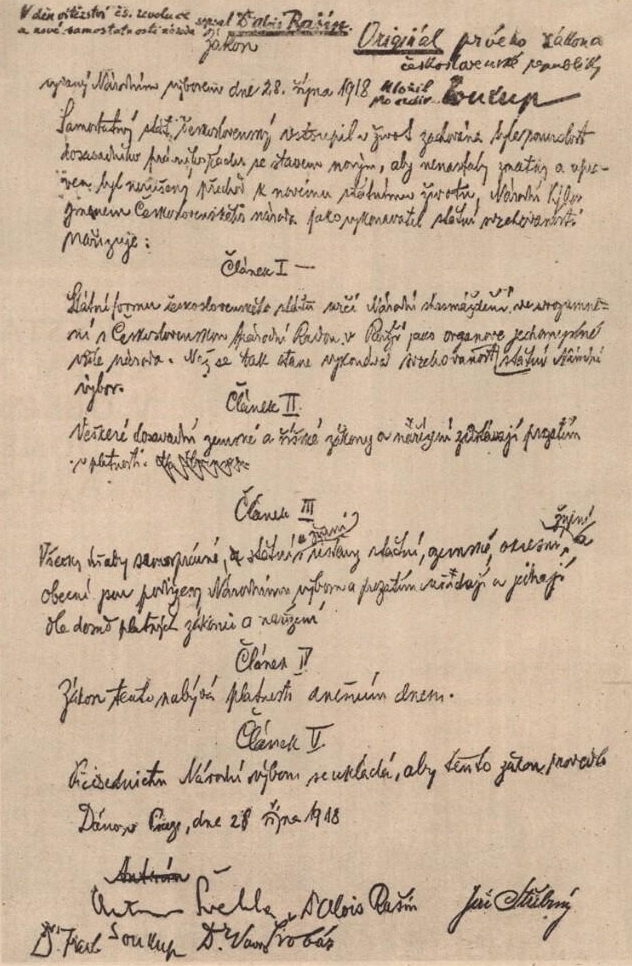
První zákon ČSR, autor Alois Rašín

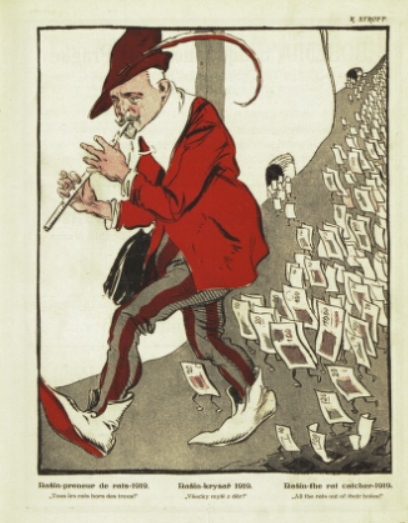
Karel Stroff: Alois Rašín jako krysař (Smích republiky, 1919)

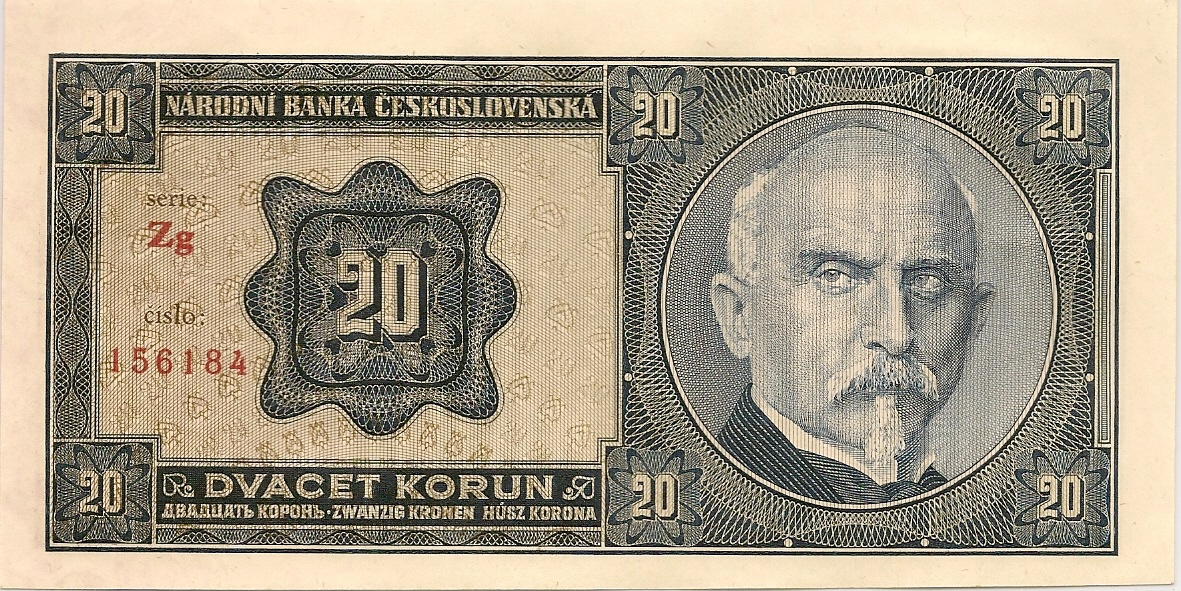
Alois Rašín na dvacetikorunové bankovce

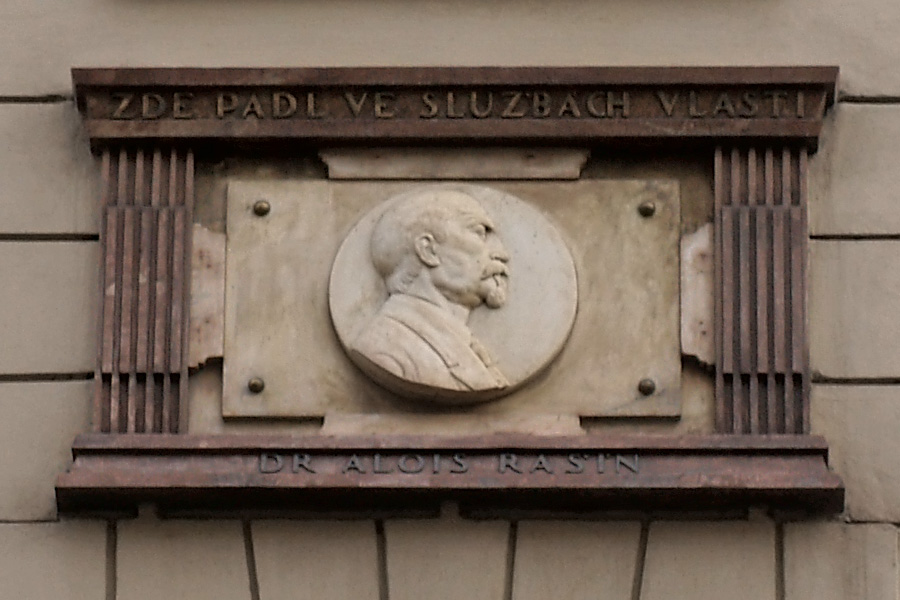
Pamětní reliéf na domě, ve kterém žil a před kterým byl postřelen

28. října 1918 spolu s Antonínem Švehlou, Jiřím Stříbrným, Františkem Soukupem a Vavrem Šrobárem vyhlásil samostatný stát (viz Národní výbor československý). Právě Rašín byl autorem textu prvního zákona o zřízení samostatného státu.
Původně měl Rašín v Kramářově vládě zastávat post ministra vnitra a ministerstvo financí mělo připadnout tehdejšímu řediteli Živnobanky Jaroslavu Preissovi, který však do státních služeb nevstoupil a raději zůstal v komerční sféře. Rašín neměl ekonomické vzdělání (byl právník) a ekonomické věci začal studovat až rok předtím v roce 1917, když byl ještě ve vězení. Funkci ministra financí Rašín přijal a do 14. listopadu vykonával spolu s úřadem předsedy vlády T. G. Masaryka. V této funkci Rašín setrval od 14. listopadu 1918 až do 7. července 1919. V té době také začala pozemková reforma a začalo se pracovat na nostrifikaci národního hospodářství. Působil tehdy na vládním postu, který v sobě slučoval pozici dnešního ministra financí a zároveň guvernéra státní banky (řídil bankovní výbor), takže mohl dohlížet na příjmovou i výdajovou stránku státního rozpočtu a také na řízení měny (Národní banka Československá sice vznikla zákonem už v roce 1919 měnovou odlukou od Rakousko-Uherska, ale fakticky začala fungovat až v roce 1926). Z této pozice Rašín kritizoval politicky motivované sociální transfery peněz, kdy poslanci schvalovali další a další výdaje státu bez toho, aby k nim zajistili adekvátní výběr daní. Od roku 1921 se nebál mluvit nahlas o problémech a kritizoval, „jak všichni natahují ruku, aby stát zaplatil, ale nejsou ochotni k tomu státu přispět“. Byl tvůrcem měnové odluky v rámci Československé měnové reformy v roce 1919. Na základě zvláštních pravomocí, které mu byly uděleny, nechal v době od 26. února do 9. března 1919 uzavřít státní hranice a okolkovat veškeré oběživo, které se na území Československa nacházelo. Část finančních prostředků nechal zadržet ve formě nucené státní půjčky. V novém státě tak vznikla samostatná česká měna, která byla velmi stabilní v době, kdy okolní státy zažívaly hyperinflaci, avšak za cenu deflační politiky vedoucí k rostoucí nezaměstnanosti a snižování exportu. Díky tomuto působení získal Rašín pověst budovatele státu a stabilizátora rozvrácených poválečných státních financí. 
Kromě toho v letech 1918–1920 zasedal v Revolučním národním shromáždění za Českou státoprávní demokracii, respektive za z ní vzniklou Československou národní demokracii. V parlamentních volbách v roce 1920 získal za národní demokraty poslanecké křeslo v Národním shromáždění. Po jeho smrti ho na poslaneckém postu nahradil Jan Kamelský.
Ministrem financí se stal znovu v první Švehlově vládě. Na tomto místě nahradil svého stranického kolegu, politického soka a odborného oponenta Karla Engliše. Nadále podporoval politiku rozpočtové úspory a deflace. Dostával se do sporu s některými legionáři, když použil výrok, že „práce pro národ se neplatí“.
Dne 5. ledna 1923 ráno byl Alois Rašín u svého bydliště v Žitné ulici střelen do zad. Pachatelem atentátu byl devatenáctiletý anarchokomunista Josef Šoupal, který si za tento čin odpykal 18 let vězení.

### Manželství

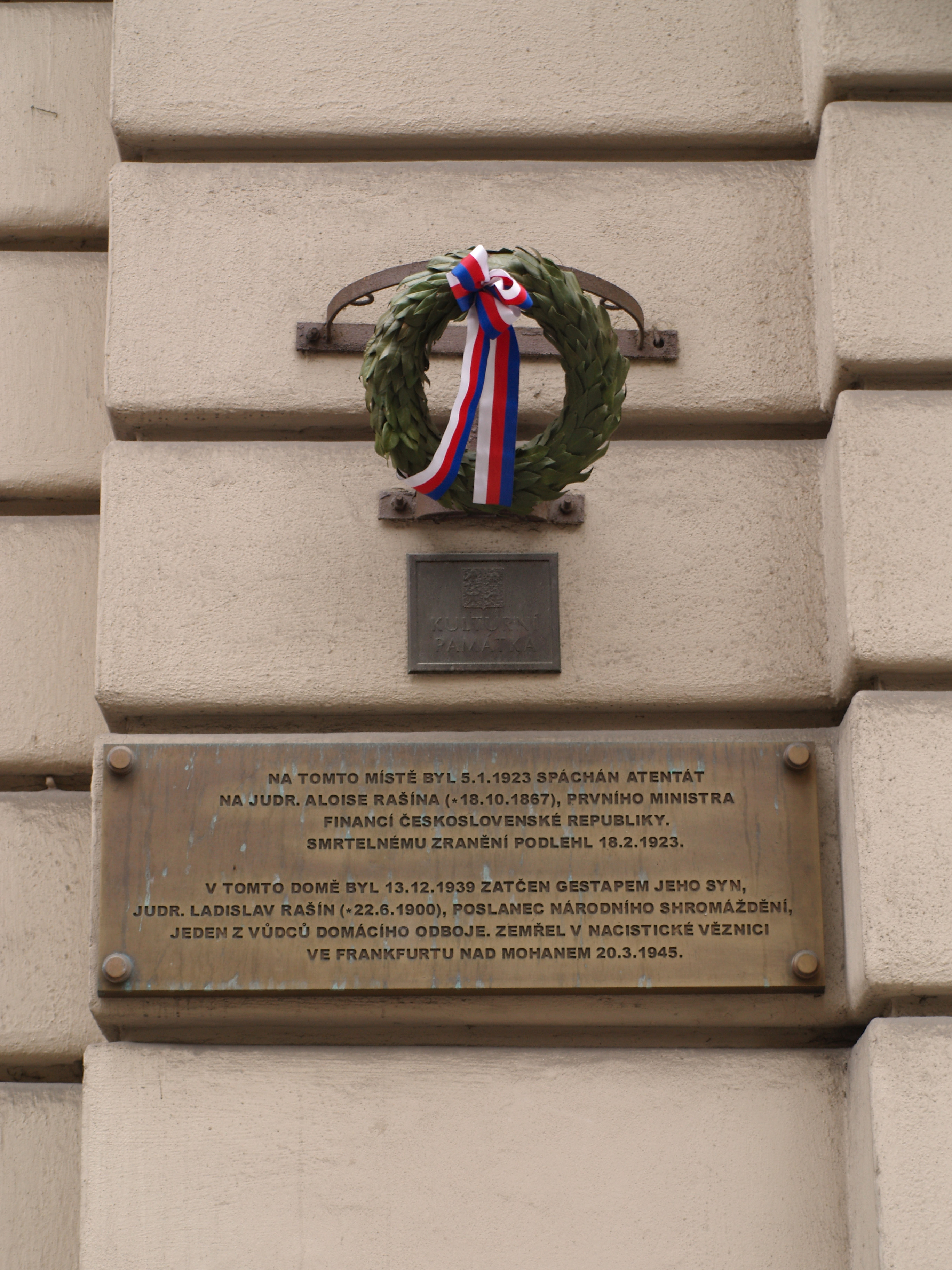
Na témže domě se nacházející pamětní deska Aloise Rašína a jeho syna Ladislava, slavnostně odhalená 17. října 2003

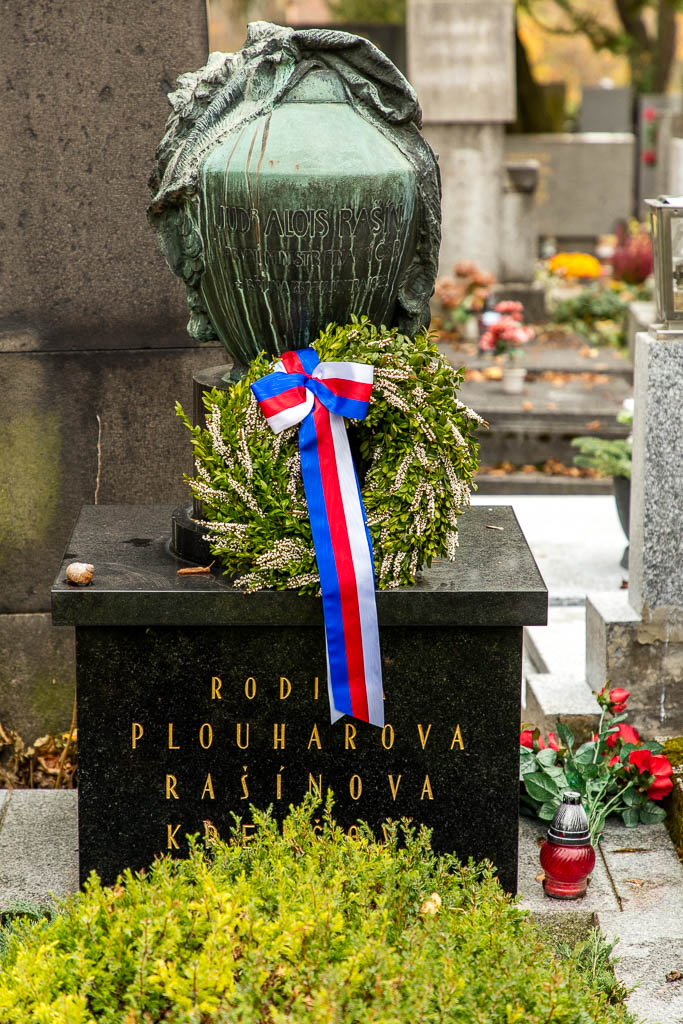
Hrob Aloise Rašína na hřbitově Šárka u sv. Matěje v Praze-Dejvicích

Dne 12. září roku 1899 se oženil s Karlou Janskou, dívkou z pražské vlastenecké rodiny. Jedním z jejích bratrů byl Jan Janský, pozdější objevitel krevních skupin. Manželka byla Rašínovi vždy velkou oporou. Ze šťastného manželství se narodily tři děti – synové Ladislav a Miroslav a dcera Ludmila.

### Atentát
V posledních dnech svého života se Rašín dostal do konfliktu se svými kolegy o deflačních opatřeních. Prezident Tomáš Garrigue Masaryk také plánoval Rašínovo odvolání. Ráno 5. ledna 1923 vyšel Alois Rašín ze svého bytu v Žitné ulici a chtěl nasednout do ministerského auta. Byl ale postřelen do zad a boku. Vrahem byl mladý anarchokomunista Josef Šoupal, který později přiznal, že chtěl zavraždit i další československé kapitalisty Karla Kramáře a Jaroslava Preisse. Kvůli svému věku (nebylo mu 21 let) byl Šoupal uvězněn na 18 let v Kartouzech.
Záchranka Rašína převezla do Podolského sanatoria. Lékařský tým vedl prof. Julius Petřivalský, asistovali mu internista Ladislav Syllaba a chirurg Rudolf Jedlička. Rašínův zdravotní stav byl podle lékařů beznadějný – kulka ho zasáhla do jedenáctého obratle, v němž uvízla. Poranění míchy způsobilo úplné ochrnutí dolních končetin a těžké poruchy střev a močového měchýře; po šesti týdnech utrpení došlo k infekci mozkomíšního moku, k bakteriální sněti a sepsi. Dne 18. února 1923 ráno Rašín zemřel.
Pohřben je v Praze-Dejvicích na hřbitově Šárka u kostela sv. Matěje. Jednou z jeho posledních starostí bylo, zda atentát nesouvisí s jeho sporem s legionářskými představiteli, což by podle něj bylo tragickým nedorozuměním.
V reakci na jeho smrt byl přijat zákon na ochranu republiky, který byl připraven již v předchozím roce. Pro svoji kontroverznost byl tento nepopulární zákon schválen až v reakci na atentát, který posloužil jako vhodná příležitost k jeho schválení. Atentát byl odsouzen prezidentem a byla vytvořena řada[ujasnit] prosocialistických zákonů.

## Politické postoje
Alois Rašín byl po celý život orientován nacionalisticky, v mládí zastával radikální postoje, ale postupem života se stával konzervativcem. Jako ekonom byl pod vlivem svého učitele Albína Bráfa stoupencem rakouské ekonomické školy (Carl Menger, Eugen von Böhm-Bawerk a Friedrich von Wieser). Jako ministr financí prosazoval striktní rozpočtovou politiku a snažil se zejména posílit československou měnu, čímž ovšem prohloubil i dopad následující hospodářské krize na tuzemský průmysl a export. Už mezi roky 1921 a 1923 se cenová hladina snížila o 43 %, export klesl o 53 % a nezaměstnanost vzrostla ze 72 na 207 tisíc osob. V době první republiky se stavěl kriticky ke skupině politiků okolo Hradu, ale k pravděpodobnému vyostření konfliktu s nimi vzhledem k Rašínově náhlé smrti nedošlo.

## Dílo
- České státní právo (1891)
- Politické zločiny (1915)
- Můj finanční plán (1920)
- Národní hospodářství (1921, napsáno v letech 1915–1916 ve vězení)
- Finanční a hospodářská politika do konce roku 1921 (1922)
- Inflace a deflace (1922)
- Mé vzpomínky z mládí (1928)
- Paměti (1929)
- Listy z vězení (1937)

## Zobrazení a posmrtné připomínky
Již za svého života a v následujícím desetiletí byl Rašín několikrát portrétován, většina výtvarných děl je uložena ve sbírkách Národního muzea v Praze:
- Olejomalba, autor Viktor Stretti, Praha 1924
- Busta, autor Vojtěch Eduard Šaff, Vídeň
- Busta, autor František Rous, ml.
- Busta, anonym
- Plaketa (též pamětní medaile), Josef Šejnost, 1924
- Dvacetikorunová bankovka československá, portrét Alfons Mucha, Praha 1926
- Československá oběžná mince nominální hodnoty 10 Kčs s portrétem Aloise Rašína 1992, (autoři Jarmila Truhlíková-Spěváková, Josef Uprka).[21]
- Pamětní medaile, s portrétem; autor Milan Knobloch
- Rašínův kámen u České Kubice

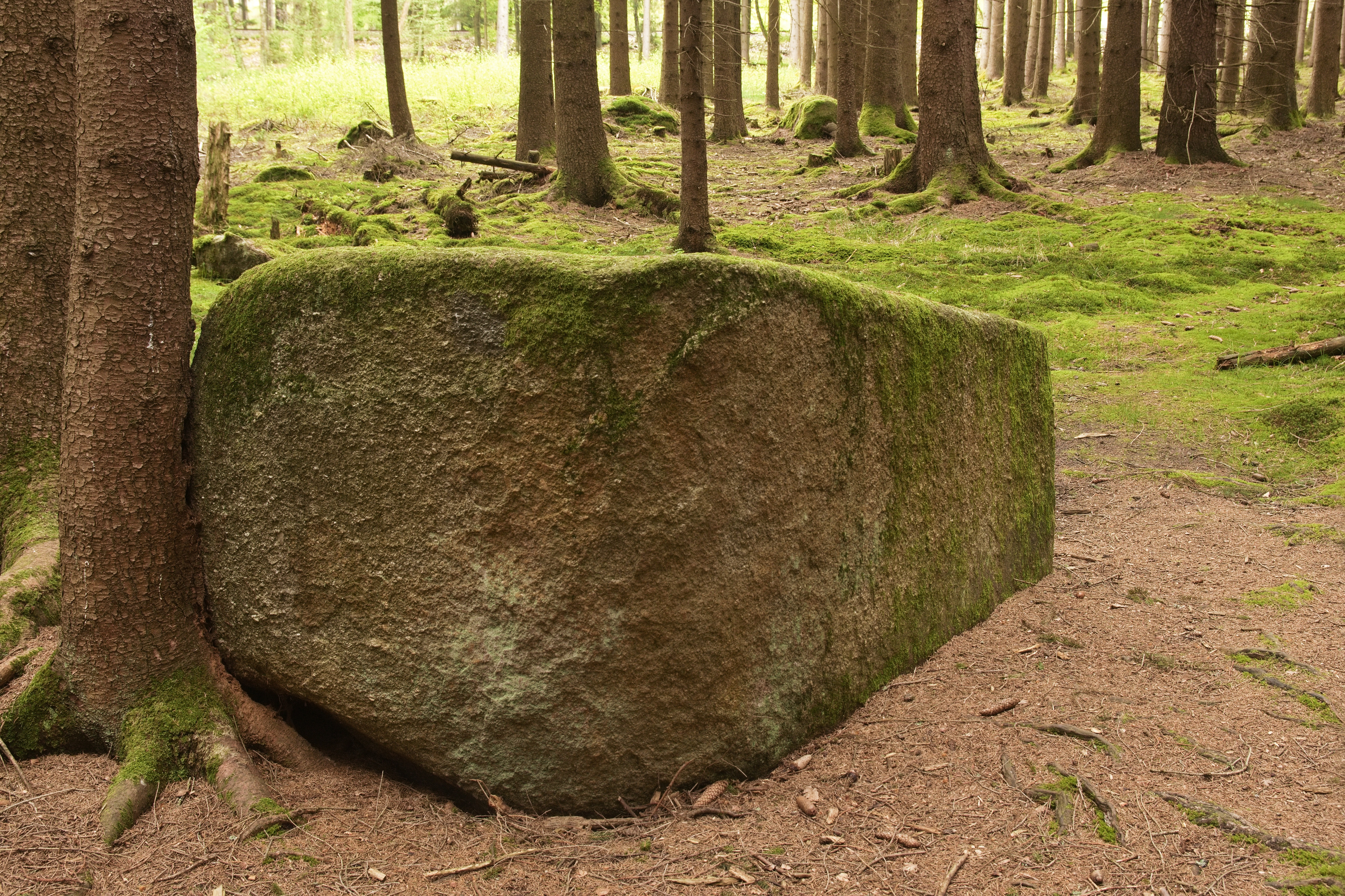
Rašínův kámen u České Kubice

Medaile Aloise Rašína (1999) je ocenění udělované Vysokou školou ekonomickou v Praze osobnostem, které se zasloužily o rozvoj Vysoké školy ekonomické nebo o rozvoj ekonomické vědy a vzdělanosti.
- Roku 1924 bylo po Rašínovi pojmenováno pražské nábřeží (Rašínovo nábřeží, za první republiky vedené od Palackého náměstí do Podolí).[22] Roku 1941 bylo přejmenováno na Lažnovského,[23] v letech 1945–1950 opět Rašínovo,[24] v letech 1950–1990 se jmenovalo nábřeží Bedřicha Engelse.[25] Dnešní Rašínovo nábřeží vede od Jiráskova mostu k Výtoni.
- V Rokycanech byla na jeho počest pojmenována roku 1923 nová čtvrť rodinných domků, dodnes nazývaná Rašínov.[26]
- Na Čertově naučné stezce u České kubice je Rašínův kámen[27]

## Inspirace v umění
- Rašín (2018, historický televizní film, v titulní roli Ondřej Vetchý, režie Jiří Svoboda[28]